# منتخب بلغاريا تحت 18 سنة لكرة الطائرة للسيدات
منتخب بلغاريا تحت 18 سنة لكرة الطائرة للسيدات هو ممثل بلغاريا الرسمي في المنافسات الدولية في كرة طائرة للسيدات تحت 18 سنة.